# Hoàng Đại Tiên (quận)
Hoàng Đại Tiên (tiếng Trung: 黃大仙區, Hán Việt: Hoàng Đại Tiên khu, chuyển tự La Tinh: Wong Tai Sin) là một trong 18 quận của Hồng Kông, và là quận duy nhất không giáp biển của Hồng Kông. Quận này nằm ở Kowloon (Cửu Long) và có dân số năm 2001 là 444.630 người. Quận này có dân số ít học vấn nhất và thu nhập thấp nhất của thành phố, có dân số có độ tuổi cao nhất và mật độ dân số cao thứ hai.
Quận này có các khu vực Toản Thạch Sơn (Diamond Hill), Hoành Đầu Khám (Wang Tau Hom), Nhạc Phú (Lok Fu), Trúc Viên (Chuk Yuen), Hoàng Đại Tiên, Từ Vân Sơn (Tsz Wan Shan), Phượng Hoàng (Fung Wong), Thái Hồng (Choi Hung) và Thái Vân (Choi Wan), một khu vực có nhiều tòa nhà ở lớn. Hơn 85% dân số của quận sống trong các tòa nhà do nhà nước xây (public-built housing).
Quận này lấy tên theo đền Wong Tai Sin, thờ Hoàng Đại Tiên, nằm ở đây.

## Giao thông
Wong Tai Sin có hệ các tuyến đường Lung Cheung và tuyến Kwun Tong của hệ thống tàu điện ngầm. Các nhà ga ở đây gồm Lok Fu, Wong Tai Sin, Diamond Hill và Choi Hung.

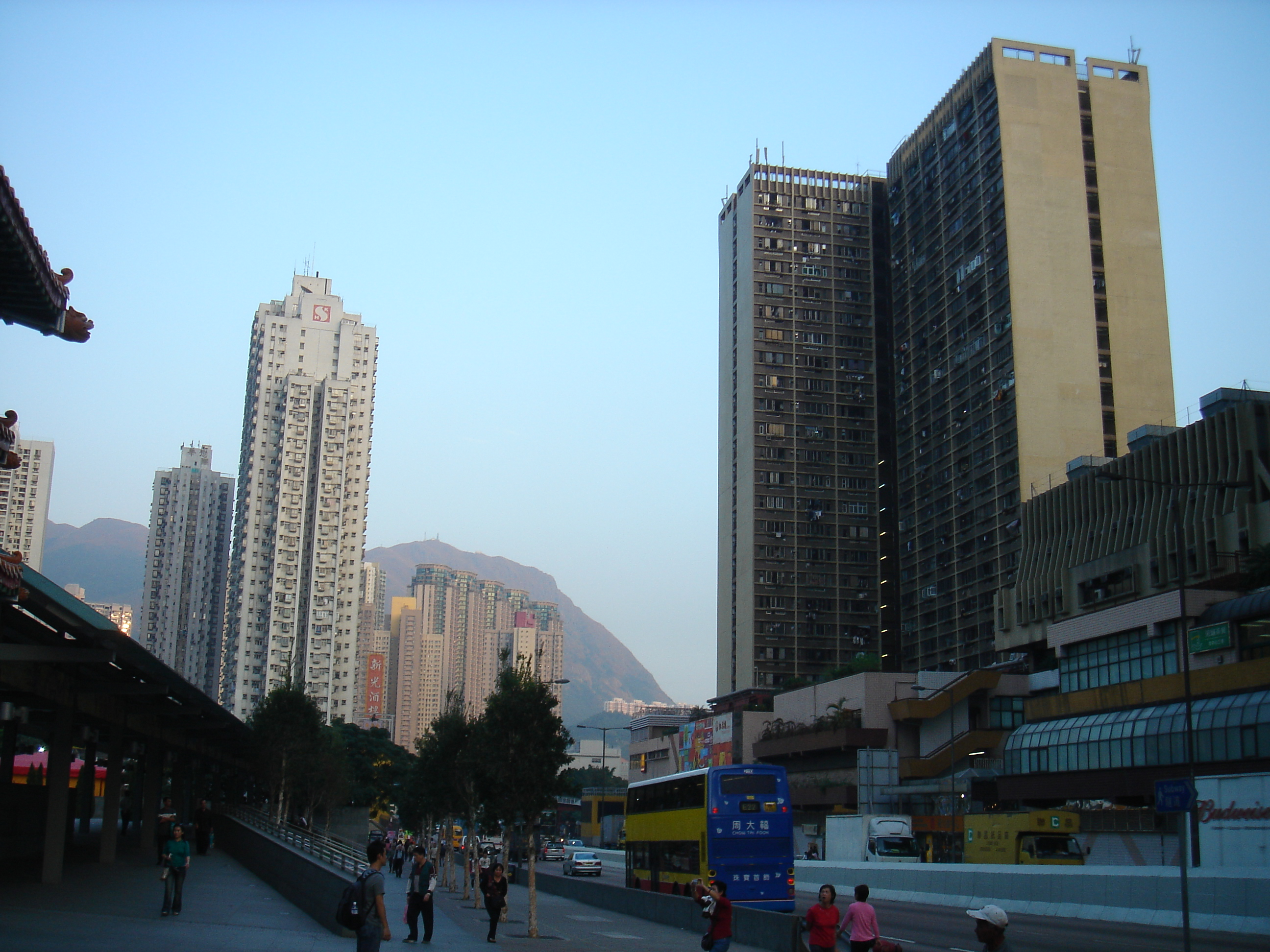
Đường Lung Cheung, Wong Tai Sin, bên ngoài ga tàu điện.